# Česká husa

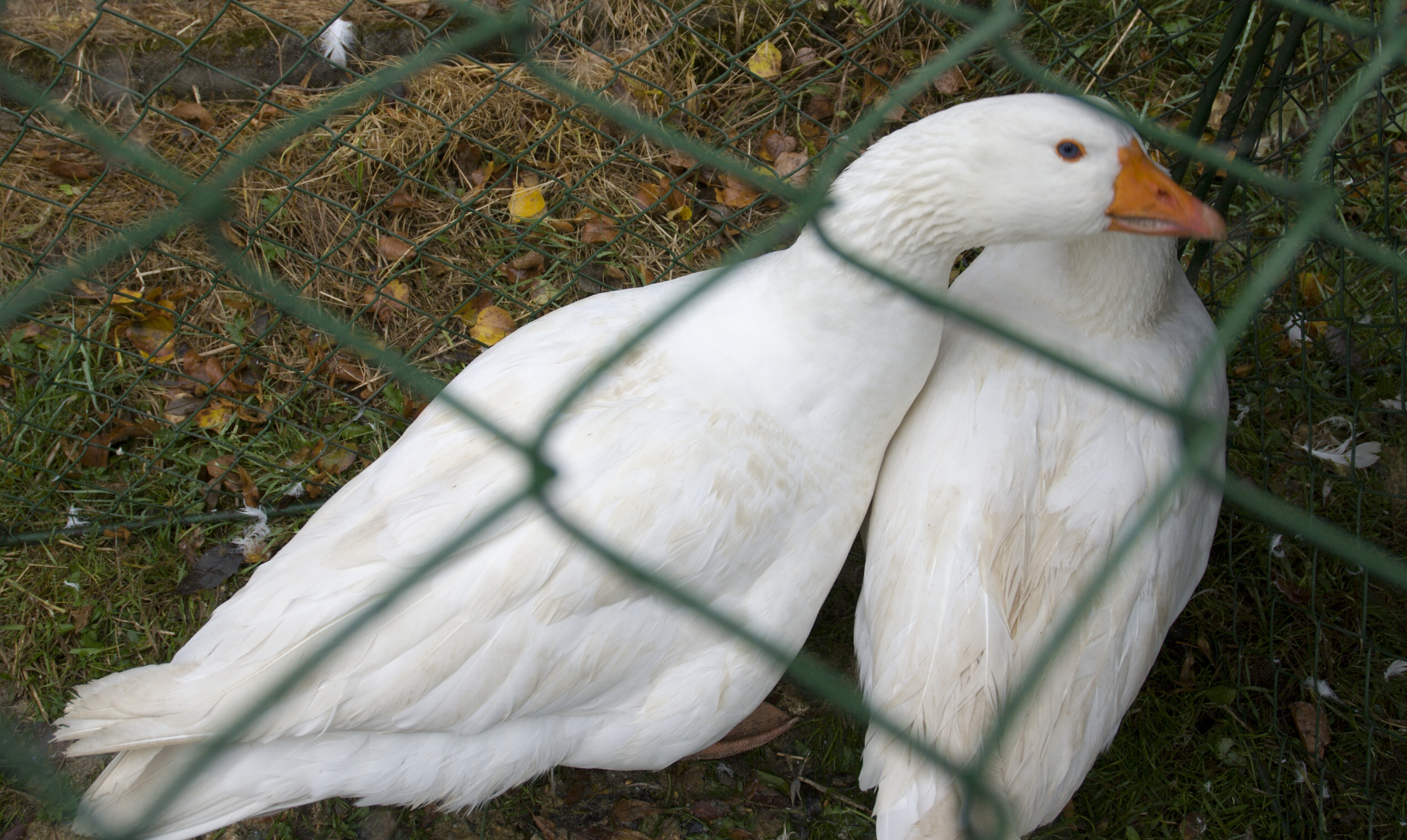
Česká husa

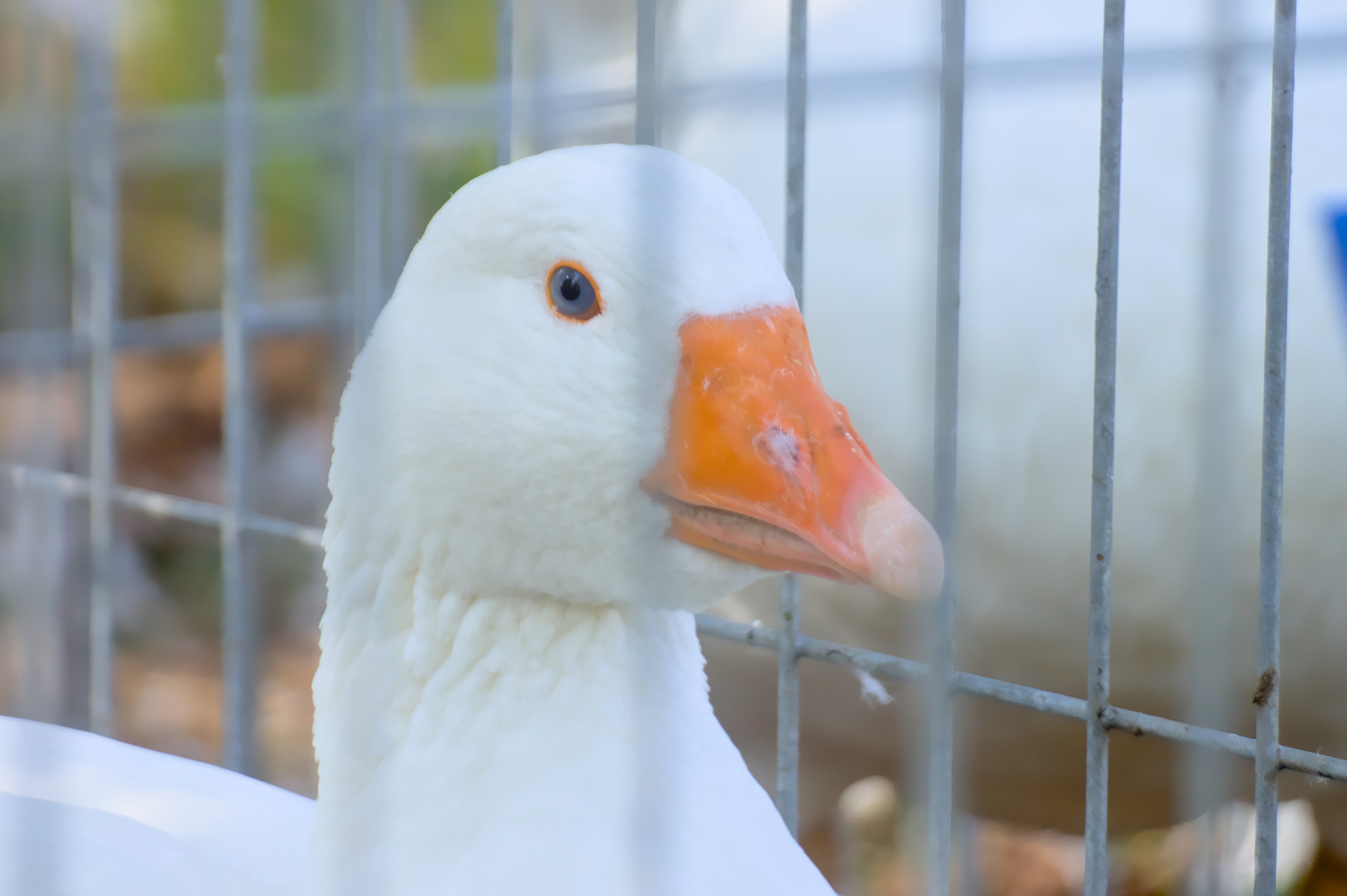
Hlava husy.

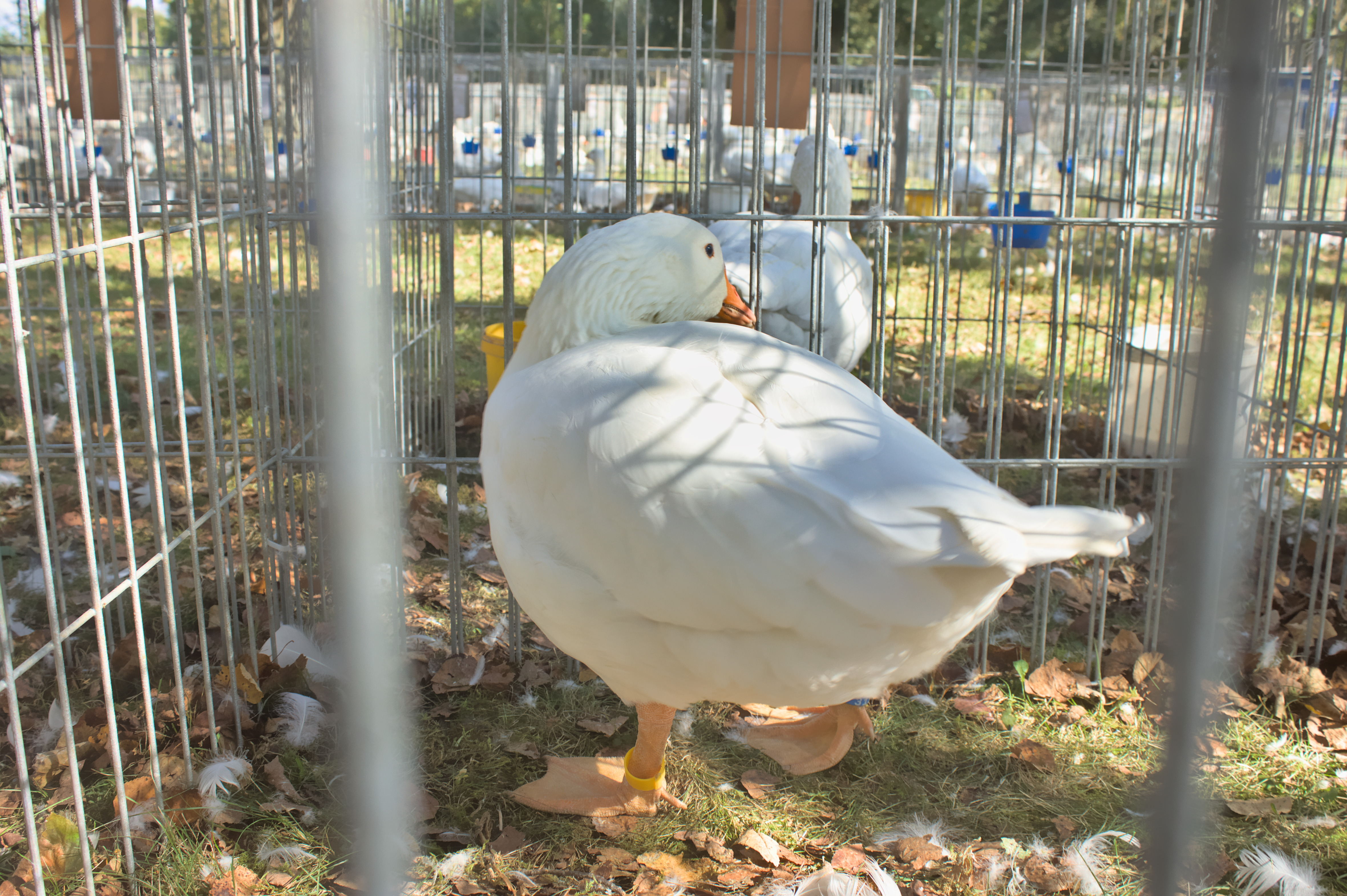
Celá husa.

Česká husa je české národní plemeno husy domácí.

## Původ plemene
Česká husa je původní české plemeno, které bylo v českých zemích velmi rozšířené v původní podobě až do 70. let 19. století. Nerozšířilo se jinam za přirozené hranice. Vznikla z divoké husy velké postupným křížením v průběhu staletí. Díky tomu se podařilo v českých zemích uchovat velmi homogenní populaci těchto hus.
V polovině 19. století společenské a technické změny umožnily dovoz zahraničních plemen hus, která začala být v českých zemích ve větším počtu chována. Vytlačovala postupně původní českou husu, případně s ní byla křížena. Tak se zhruba od roku 1870 zahájil proces zušlechťování na reprodukci emdenskými, tuluskými a pomořanskými husami, což však nepřineslo očekávané výsledky, navíc snížilo kvalitu peří. Tato skutečnost negativně ovlivnila popularitu plemene a jeho vývoz do zahraničí. 
Populace původního domácího plemene českých hus byla založena v 30. letech 20. století ze zbytku selských hus, chovaných ojediněle zejména v západních Čechách, nedotčenými cizími plemeny hus.  Tento rozvoj však trval pouze do 50. let 20. století, neboť kolektivizace zemědělství zasadila tradičnímu chovu hus těžkou ránu. 
Ve snaze zvýšit hospodářskou efektivitu hus bylo zahájené cílené křížení tohoto pleemen s husou italskou a husou rýnskou, které mělo umožnit masový chov tohoto zvířete. Od chovu husy české se na venkově mezi drobnými chovateli buď upouštělo, nebo byl přímo zakazován.
Plemeno bylo následně v 80. letech 20. století obnoveno z posledních a nezkřížených hus v oblasti dnešního Královéhradeckého kraje. V současné době se chová výhradně v malých chovech a u drobných chovatelů.

## Charakteristika plemene
Česká husa váží 5–6 kg (houser) a 4–5 kg (husa). Snáší 15–20 vajec s hmotností 130 g. Chová se pouze v bílém barevném rázu ve variantě s chocholkou i bez ní.  Česká husa neztratila pud vysezení mláďat.
Dožívá se patnácti ale i více let. Chovný kmen tvoří dvě až tři husy.
Maso české husy má méně sádla ve srovnání s některými jinými druhy hus.

## Klub chovatelů českých hus
Specializovaný Klub českých hus fungoval od roku 1982 v rámci sekce Klubu chovatelů vodní drůbeže v Českém svazu chovatelů. Po revoluci v roce 1990 se oddělil jako samostatný  Speciální klub českých hus. Funkce klubu je organizovat plemenářskou práci u svěřených plemen českých hus. Vykonává plemenářskou činnosti pověřeného chovatelského sdružení pro plemena českých hus. Také vede  plemenářskou činnost v rámci programu Národního programu genových zdrojů.